# Eugene Nugent
Eugene Martin Nugent (ur. 21 października 1958 w Gortaderra Scariff w Irlandii) – duchowny katolicki, arcybiskup, nuncjusz apostolski w Kuwejcie.

## Życiorys
9 lipca 1983 otrzymał święcenia kapłańskie i został inkardynowany do archidiecezji Tuam. W 1991 rozpoczął przygotowanie do służby dyplomatycznej na Papieskiej Akademii Kościelnej. W 1992 obronił doktorat z prawa kanonicznego na Papieskim Uniwersytecie Gregoriańskim i wstąpił do watykańskiej służby dyplomatycznej.
13 lutego 2010 został mianowany przez Benedykta XVI nuncjuszem apostolskim na Madagaskarze oraz arcybiskupem tytularnym Domnach Sechnaill. Sakry biskupiej 18 marca 2010 udzielił mu w Rzymie Sekretarz Stanu Tarcisio Bertone. Był również akredytowany jako przedstawiciel Stolicy Świętej na Seszelach, Mauritiusie, i na Komorach.
10 stycznia 2015 został ogłoszony nowym nuncjuszem apostolskim na Haiti.
7 stycznia 2021 papież Franciszek przeniósł go na urząd nuncjusza apostolskiego w Kuwejcie. Został również akredytowany jako przedstawiciel Stolicy Świętej w Katarze, zaś 11 lutego 2021 również w Bahrajnie.